# Ách (phi công)
Phi công ace (tiếng Anh: ace, đọc là "ây-xơ"), hay át, là thuật ngữ thông dụng trong hàng không quân sự dùng để chỉ các phi công đã bắn hạ từ 5 máy bay đối phương trở lên.

## Tên gọi
Thuật ngữ flying ace hoặc fighter ace thực bắt nguồn đầu tiên từ trong tiếng Pháp as. Trước Chiến tranh thế giới thứ nhất, thuật ngữ đã được phổ biến rộng rãi trên báo chí Pháp khi đề cập đến các ngôi sao thể thao như cầu thủ bóng đá và xe đạp. Ngay trong Chiến tranh thế giới thứ nhất, khoảng giữa năm 1915, giới báo chí Pháp bắt đầu mô tả phi công Adolphe Pegoud là l'as, sau khi ông trở thành phi công đầu tiên hạ được 5 máy bay Đức. Từ đó, thuật ngữ ách (as trong tiếng Pháp và ace trong tiếng Anh) được sử dụng để chỉ các phi công bắn hạ máy bay đối phương (không bao gồm các thành tích đánh chìm tàu và tiêu diệt xe tăng).

## Lịch sử

### Chiến tranh thế giới thứ nhất

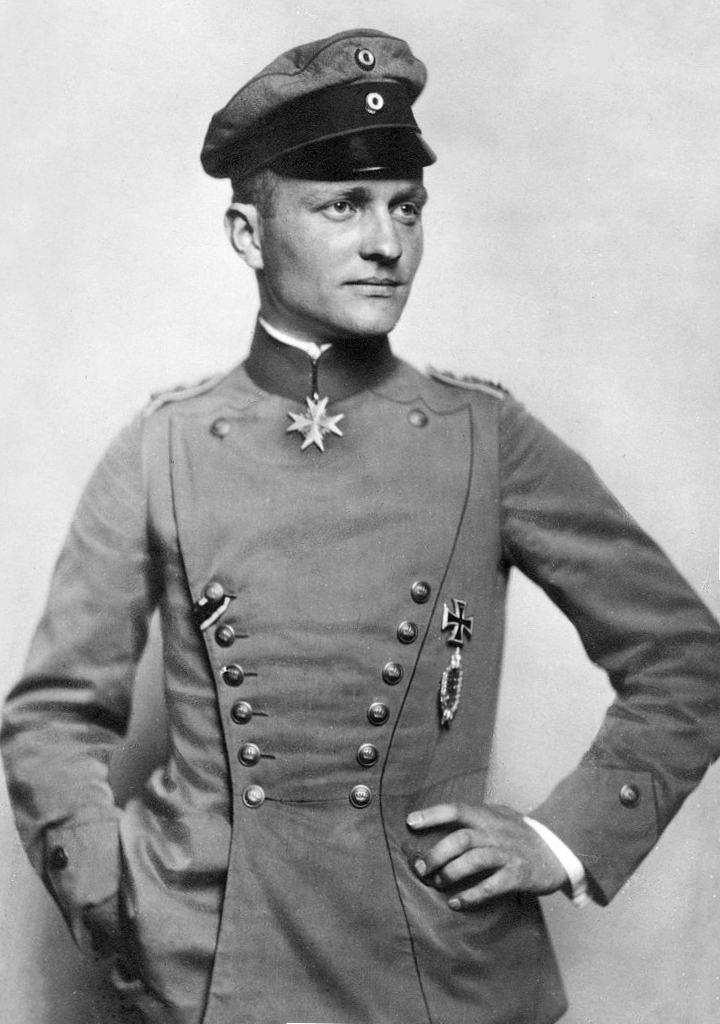
Manfred von Richthofen, người được biết với biệt danh Nam tước Đỏ, một trong những phi công ace nổi tiếng nhất trong mọi thời đại.

Phi công Pháp Adolphe Pegoud được xem là l'as đầu tiên được công nhận trong lịch sử vào khoảng giữa năm 1915, khi trở thành phi công Pháp đầu tiên hạ được 5 máy bay Đức. Tuy nhiên, không lâu sau, ngày 31 tháng 8 năm 1915, Adolphe Pegoud bị bắn hạ và cũng trở thành phi công ách đầu tiên tử trận.
Đế quốc Đức đã lập ra một giải thưởng là Pour le Mérite ("Der blaue Max"/"The Blue Max"), được xem là niềm vinh dự lớn nhất cho sự dũng cảm, ban đầu người phi công phải phá hủy 8 máy bay đồng minh. người Đức không sử dụng thuật ngữ "ace", nhưng phi công Đức nào bắn rơi 10 máy bay địch được gọi là Überkanonen (big guns) và công bố tên và chiến công của họ để nâng cao tinh thần chiến đấu của nhân dân. Và tiêu chuẩn Pour le Mérite đã lớn dần qua các giai đoạn chiến tranh.
Trong thời gian 1914–1916, Đế quốc Anh không có cơ quan hay văn phòng nào ghi nhận lại những chiến công trong không chiến; Thực tế, điều này được thực hiện bởi một đội máy bay duy nhất trong chiến tranh. Họ cũng không công bố về số liệu thống kê về thành tích cá nhân, mặc dù nhiều phi công đã trở nên nổi tiếng qua báo chí.